# Fort St. Clair
Fort St. Clair est un fort construit en 1792 et situé à proximité d'Eaton dans le comté de Preble (Ohio).

## Histoire
Fort St. Clair est établi en 1792, afin de protéger la région des attaques indiennes. Il s’inscrit dans un système défensif avec Fort Washington et Fort Jefferson (en).
Le 6 novembre 1792, 200 guerriers amérindiens menés par Michikinikwa attaquent une centaine de soldats du Kentucky stationnés à proximité du Fort St. Clair. Lors de cette escarmouche, George Madison et John Adair arrivent à repousser momentanément les Amérindiens et à regagner la protection du fort.
La zone est transformée en parc en 1923 afin de préserver et commémorer le vieux fort.